# Taproot
Taproot — американский ню-метал квартет из Энн-Арбора, штат Мичиган. Taproot гастролировали с такими группами, как Korn, Papa Roach, Deftones, Staind, P.O.D., Disturbed, Chevelle, и Linkin Park.

## История

### Становление (1998—1999)
В 1998 году Taproot отправили свой демо-материал фронтмену группы Limp Bizkit, Фреду Дёрсту. Дёрст был впечатлён этим материалом и предложил Taproot подписать контракт с Interscope Records. Тем не менее, после продолжительных переговоров Taproot, в итоге, заключили контракт с Atlantic Records.
Эти события послужили причиной размолвки между группами System of A Down (которые поддержали Taproot в их решении) и Limp Bizkit. Из-за этого Дёрст даже исключил System of A Down из Family Values Tour 1999, заменив их на группу Staind.
В этот же период группа независимо выпустила три диска: …Something More Than Nothing (1998), Mentobe (1998) and Upon Us (1999).

### Gift/Welcome(2000—2004)
Группа выпустила свой дебютный альбом Gift 27 июня 2000 года. Продюсером выступил Ульрих Уайлд, известный по своей работе с Deftones, Static-X и Staind. Сингл «Again & Again» с этого альбома приносит группе известность.
Этот альбом привлёк внимание Джека Осборна, сына Оззи Осборна, и Taproot были приглашены на Ozzfest в 2000 и 2001 году.
15 октября 2002 года Taproot выпускают свой второй альбом Welcome, продюсировал который Тоби Райт (Alice In Chains, Korn, Metallica). Он стартовал с 17-й позиции Billboard 200 и разошёлся тиражом более 51000 копий в первую неделю продаж. Во многом, это объясняется успехом сингла Poem, которой занял пятую позицию в Mainstream Rock charts. За ним последовал второй сингл, Mine, правда, с более умеренным успехом.
На сегодняшний день альбом Welcome является наиболее успешным и практически приблизился к статусу золотого, продавшись тиражом примерно 475000 копий.
После поездки по США в рамках Music as a Weapon Tour, организованного группой Disturbed, а также гастролей по Европе, группа взяла двухгодичный перерыв.

### Blue-Sky Research(2005—2006)
После перерыва Taproot выпускают свой третий альбом Blue-Sky Research 16 августа 2005 года. Он дебютировал c 33-й позиции в Billboard 200 и был распродан в количестве около 28000 копий в первую неделю. В поддержку этого альбома Taproot участвовало в гастролях вместе с Evans Blue и From Satellite.
23 мая 2006 года было объявлено, что Taproot расстались с Atlantic Records после удручающих продаж альбома Blue-Sky Research. В настоящее время альбом разошёлся тиражом 150,000 копий с момента релиза. В июне 2006 ударник Джеррод Монтагью через блог на MySpace подтвердил разрыв с Atlantic Records.

### Our Long Road Home(2008—2009)
5 марта 2007 года группа подтвердила, что они записывают их новый альбом с продюсером Тимом Паталаном. По словам басиста Филиппа Липскомба их новый альбом Our Long Road Home будет готов к началу 2008 года. 2 марта 2008 группа выложила на их сайте песню с Our Long Road Home, названную «You’re Not Home Tonight».
В тизере к новому альбому, выложенному на YouTube в апреле 2008, было сказано, что альбом будет выпущен 5 августа 2008 года.
Было также объявлено, что новый альбом будет выпущен независимо через фирму Velvet Hammer Music при поддержке самой группы. Распространение было поручено RED Distribution, принадлежащей Sony.
Our Long Road Home был выпущен 16 сентября 2008 года.
В том же месяце группа также заявила, что постоянный ударник Джеррод Монтагью не будет участвовать в туре в поддержку этого альбома, и вместо него будет играть Ник Фределл.
Видео на «Wherever I Stand», сингл с «Our Long Road Home», сейчас можно найти на YouTube.

### Plead The Fifth, The Episodes (2010 — наши дни)
В 2010 году группа подписала контракт с Victory Records. 1 апреля была выпущена песня «Fractured (Everything I Said Was True)» — головной сингл будущего альбома. Вскоре после этого группа выпустила свой студийный альбом Plead The Fifth.
В 2010 году у Taproot состоялся тур по США, в туре также принимали участие группы Divide the Day, Anew Revolution, Ice Nine Kills и Destrophy.
В сентябре 2011 года группа снова засела в студию для написания нового альбома.
10 апреля 2012 состоялся релиз нового альбома под названием «The Episodes».

## Состав группы
- Стивен Ричардс (Stephen Richards) — вокал, гитара
- Майк ДеВульф (Mike DeWolf) — гитара
- Филипп Липскомб (Phil Lipscomb) — бас-гитара
- Джеррод Монтагью (Jarrod Montague) — ударные (приостановил своё участие в группе)
- Ник Фределл (Nick Fredell) — ударные (2008—2013)
- Дэйв Колин (Dave Coughlin) — ударные (2013- в настоящее время)

## Дискография

### Альбомы
| Дата выпуска     | Название                     | Лейбл                     | Высшая позиция в чартах США | Продажи в США |
| 1998             | …Something More Than Nothing | Собственного производства |                             |               |
| 1998             | Mentobe                      | Собственного производства |                             |               |
| 1999             | Upon Us                      | Собственного производства |                             |               |
| 27 июня 2000     | Gift                         | Atlantic Records          | #160                        | 250,000 +     |
| 15 октября 2002  | Welcome                      | Atlantic Records          | #17                         | 475,000+      |
| 16 августа 2005  | Blue-Sky Research            | Atlantic Records          | #33                         | 150,000 +     |
| 16 сентября 2008 | Our Long Road Home           | Velvet Hammer             | #65                         | 45,000 +      |
| 11 мая 2010      | Plead the Fifth              | Victory Records           | #107                        | 20.000 +      |
| 12 апреля 2012   | The Episodes                 | Victory Records           |                             |               |

### Синглы
| 2000                            | «Again & Again»    | —   | —  | 39 | 115 | Gift               |
| 2001                            | «I»                | —   | —  | 34 | —   | Gift               |
| 2002                            | «Poem»             | 106 | 10 | 5  | 92  | Welcome            |
| 2003                            | «Mine»             | —   | 23 | 26 | 92  | Welcome            |
| 2005                            | «Calling»          | —   | 23 | 11 | —   | Blue-Sky Research  |
| 2005                            | «Birthday»         | —   | —  | 39 | —   | Blue-Sky Research  |
| 2008                            | «Wherever I Stand» | —   | —  | 34 | —   | Our Long Road Home |
| «—» — релиз не попадал в чарты. |                    |     |    |    |     |                    |

## Сторонние проекты и совместное творчество
- Басист Филипп Липскомб принимал участие в стороннем проекте под названием The Toques. Они записали песню «Breakdown», которая была включена в саундтрек фильма Бунтарка.
- Стивен Ричардс работал вместе с Linkin Park над треком P5hng Me A*wy с альбома Reanimation.
- Стивен Ричардс работал с Pulse Ultra над треком Big Brother с альбома Headspace.
- Стивен Ричардс также работал с Reveille над треком Plastic с альбома Bleed the Sky.
- Джеррод Монтагью отвечал за ударные в песне Celldweller I Believe You.
- Ник Фределл — ударник группы Proximo, которая выпустила альбом The City Conspiracy

## Песни, не вошедшие в альбомы
- Day By Day включен в саундтрек фильма Дракула-2000.
- Free и Transparent не вошли в альбом Welcome, но могут быть найдены на сингле «Poem» и на Youtube.
- Get Me и Strive, также не вошли в Welcome, но их можно найти на странице группы на MySpace.
- Stay Away был вырезан с Blue-Sky Research, но есть на импортных версиях альбома и на Youtube.
- Thriftwhore был вырезан с альбома Gift.
- Who’s To Say, вырезан с Blue-Sky Research, но есть на странице группы на MySpace и на Youtube.
- Wake Up был вырезан с Our Long Road Home, но может быть куплен через Amazon и найден на Youtube.
- These Walls вырезан с Our Long Road Home, но может быть куплен через iTunes и найден на Youtube.